# CG Railway
El servicio de Ferrobuque de CG Railway, LLC, también conocido como CGR, es un ferrocarril terminal según lo informado por la Asociación de Ferrocarriles Estadounidenses. El CGR tiene su sede en Jacksonville, Florida, y está operada por una empresa conjunta entre SEACOR Holdings y Genesee & Wyoming.A finales de 2023, Grupo México a través de su subsidiaria Grupo México Transportes (GMXT) adquirió el 60% de las empresas controladoras de CGR.
CGR se conecta con Terminal Railway Alabama State Docks (TASD) CSX Transportation (CSXT), Norfolk Southern (NS), BNSF Railway, Canadian National Railway (BNSF con acuerdo especial con AGR de Mobile, AL a Amory, MS) y Alabama and Gulf Coast Railway (AGR), todas en Mobile, Alabama, y con el Ferrosur en Coatzacoalcos, Veracruz donde por medio del FSRR se conecta al CIIT, Terminal Ferroviaria del Valle de México aka Ferrovalle (TFVM), Ferromex, Kansas City Southern de México y potencialmente, en el futuro, con el Tren Maya.

## Historia
El ferrocarril Clase III opera un transbordador ferroviario por aproximadamente 1,539 km o 956 millas entre el Puerto de Mobile en Mobile, Alabama, y el Puerto de Coatzacoalcos en Coatzacoalcos, Veracruz. Comenzó a operar en el año 2000 en Mobile, Alabama. En 2004, el ferrocarril trasladó su puerto estadounidense a Nueva Orleans, Luisiana. Las instalaciones del Puerto de Nueva Orleans sufrieron graves daños por el huracán Katrina en 2005. En 2007, la Autoridad Portuaria del Estado de Alabama acordó construir una terminal de transbordadores ferroviarios de última generación.

## Características
El servicio ferrobuque opera dos buques de doble-piso. Los buques MV Cherokee y MV Mayan operan entre los dos puertos de tres a cinco días.
Debido a que el Banda Sea y Bali Sea se habían construido originalmente con una sola cubierta de carga, el buque se limitaba a transportar carros ferroviarios de ferrocarril en su cubierta principal. En 2004, CGR contrató a Naval Architects Bennett & Associates para aumentar la capacidad de carga de Banda Sea agregando un segundo piso. El Banda Sea era capaz de transportar 115 carros ferroviarios. Bennett & Associates también diseñó una rampa ajustable de dos niveles en cada muelle para permitir que los vagones de tren se carguen en ambas plataformas.
La carga y descarga de vagones se realiza en la Terminal del Ferrocarril de los Muelles del estado de Alabama  y en Ferrocarril del Sureste en Coatzacoalcos. El ferrocarril opera dos transportador de vagones en cada puerto para ayudar con la carga y descarga de vagones. La CGR transporta aproximadamente 10.000 vagones de ferrocarril al año, que transportan productos básicos como productos químicos y plásticos, fructosa y azúcar refinada, acero y pulpa y papel.